# Gothic III: Forsaken Gods
Gothic III: Forsaken Gods è un videogioco di ruolo fantasy uscito nel 2008 che fa da collegamento tra Gothic III e Gothic IV. Nonostante il gioco sia un seguito ufficiale della saga non è stato sviluppato da Piranha Bytes ma dalla software house indiana Trine Games.

## Trama
La storia inizia riprendendo il finale "neutrale" di Gothic III (uno dei tre possibili) in cui l'eroe senza nome non si schiera con nessuna divinità e segue il consiglio di Xardas, distruggendo gli artefatti di Adanos, uccidendo i rappresentanti delle divinità Beliar e Innos: rispettivamente Zuben, signore del deserto del Varant e Re Rhobar II, signore di Myrtana. L'eroe in seguito fugge insieme al negromante attraverso un portale diretto verso delle Terre Ignote.
Da questo punto in poi, inizia l'avventura vera e propria che mostra come l'eroe senza nome decida di tornare nel regno per tentare di risolvere nuovamente i dissidi insorti tra gli umani, guidati da Gorn (divenuto nel frattempo il signore di Gotha, l'antica fortezza dei paladini) e gli orchi, guidati invece dal Thorus, che sembra avere un piano per conquistare l'intero regno di Myrtana. Gorn, preoccupato dalle notizie ricevute dalle sue spie riguardo ai loschi movimenti di Thorus, decide di attaccarne le truppe, rompendo di fatto il già precario equilibrio che si era in un modo o nell'altro venuto a creare tra le due razze. Sarà quindi compito del protagonista far luce sugli eventi e riportare la pace.

## Modalità di gioco
Il gioco non è un'espansione del precedente Gothic III ma uno stand-alone, che quindi non richiede di possedere il precedente capitolo, seppure ne continui la storia rimasta inconclusa. Forsaken Gods infatti ha lo scopo di risolvere molteplici dubbi sollevati al termine del terzo episodio, soprattutto quello riguardante la possibilità di tre finali alternativi, che lasciano molto perplesso un eventuale collegamento lineare con il capitolo seguente. La storia riprende quindi dal finale "neutrale" di Gothic 3.
Il sistema di gioco rimane comunque invariato rispetto al precedente, ma viene semplificata molto l'esplorazione del mondo, che non comprende più il deserto del Varant e il regno del nord di Nordmar. In compenso sono state aggiunte nuove creature a quelle già presenti.

## Accoglienza
Forsaken Gods ha riscosso critiche peggiori dello stesso terzo capitolo a causa di grossi errori di programmazione (per dare un esempio, alcuni avversari non ingaggiavano neppure il combattimento con l'eroe, restando immobili e passivi fino a che venivano sconfitti), nonché a causa del motore grafico molto pesante che rendeva difficile, anche per computer di un certo livello, far girare il gioco con fluidità .  Tra l'altro, l'errata progettazione di base dell'applicativo generava la saturazione della ram dopo 20-30 minuti di gioco, rendendo ingovernabile il pc, che doveva essere forzatamente spento e riacceso.
Ci sono state molte critiche anche riguardo alla storia, ritenuta poco accattivante, a causa di molte missioni troppo facili e poco connesse tra loro, e dalla conclusione banale (con il nostro eroe che diventa il re autoproclamato di Myrtana e riunisce il regno sotto il suo comando).

## Patch
Un accordo economico tra il produttore JoWood e il CPT (il team della Community Patch di Gothic 3) ha prodotto una versione Enhanced ufficiale , che permette di risolvere numerosi bug presenti nel gioco e il sistema di combattimento migliorato, anche se la patch non riesce a risolvere la totalità del problemi noti.